# 25119 Kakani
25119 Kakani este un asteroid din centura principală de asteroizi.

## Descriere
25119 Kakani este un asteroid din centura principală de asteroizi. A fost descoperit pe 14 septembrie 1998 la Socorro, New Mexico, în cadrul proiectului LINEAR. Asteroidul prezintă o orbită caracterizată de o semiaxă mare de 3,12 ua, o excentricitate de 0,19 și o înclinație de 1,3° în raport cu ecliptica.